# Jidde
Die Jidde war ein ostfriesisches Flächenmaß und kam allgemein auf 46,6461 Ar.
- 1 Jidde = 380 Quadratruten (Emder) zu 12 Quadratfuß ≈ 46,65 Ar
  - Nebenbetrachtung für Emden: 1 Rute = 12 Fuß (1 F.(hannov.) = 0,292095) = 3,505136 Meter

Bis etwa 1837 galt das Landmaß im Brokmerland. Im Jever entsprach das Matt als Wiesenmaß etwa der Brokmerschen Jidde. Die Jidde selbst soll mit dem alten ostfriesischen Diemat vergleichbar gewesen sein. Etwa 3/4 eines Diemats war scheinbar die Größe.
Vereinfacht wurde auch mit ½ Hektar zu 5000 Quadratmeter gerechnet. Ursprünglich war das Maß ein reines Breitenmaß, erst später ist die Jidde (heutige Aussprache vom alten Wort jerde) zum Flächenmaß geworden.